# Lorena Wiebes
Lorena Wiebes (Mijdrecht, 17 marzo 1999) è una ciclista su strada e pistard olandese che corre per il Team SD Worx-Protime.

## Carriera
Velocista, già campionessa europea Juniores in linea nel 2017, nel 2019 ha vinto la prova in linea dei Giochi europei e la classifica individuale del calendario internazionale UCI, mentre nel 2022 si è imposta in due tappe del Tour de France e nella prova in linea dei campionati europei. Nel 2024 vince la medaglia d'oro nella gara in linea agli europei su strada di Limburgo e nello scratch ai mondiali su pista di Ballerup. Nel 2025 si è aggiudicata la Sanremo Women, reintrodotta nello stesso anno con partenza da Genova.

## Palmarès

### Strada
- 2016 (Juniores)

Campionati olandesi, Prova in linea Juniores
- 2017 (Juniores)

Trofeo Da Moreno - Piccolo Trofeo Alfredo Binda
2ª tappa Healthy Ageing Tour (Baflo > Baflo)
4ª tappa Healthy Ageing Tour (Finsterwolde > Finsterwolde)
Classifica generale Healthy Ageing Tour
3ª tappa EPZ Omloop van Borsele (Borsele > Borsele)
Campionati europei, In linea Juniores
- 2018 (Parkhotel Valkenburg, quattro vittorie)

7-Dorpenomloop Aalburg
Omloop van de IJsseldelta
Grote Prijs Sofie Goos
2ª tappa, 1ª semitappa BeNe Tour (Sint-Laureins > Sint-Laureins)
- 2019 (Parkhotel Valkenburg, quindici vittorie)

Nokere Koerse
Omloop van Borsele
1ª tappa Tour de Yorkshire (Barnsley > Bedale)
1ª tappa Tour of Chongming Island (Chongming Xingcheng Park > Chongming Xingcheng Park)
2ª tappa Tour of Chongming Island (Chongming Xingcheng Park > Chongming Xingcheng Park)
3ª tappa Tour of Chongming Island (Chongming Xingcheng Park > Chongming Xingcheng Park)
Classifica generale Tour of Chongming Island
Diamond Tour
Giochi europei, prova in linea (con la Nazionale olandese)
Campionati olandesi, prova in linea
3ª tappa BeNe Tour (Zelzate > Zelzate)
RideLondon Classique
1ª tappa Tour of Norway (Åsgårdstrand > Horten)
1ª tappa Boels Tour (Stramproy > Weert)
2ª tappa Boels Tour (Gennep > Gennep)
- 2020 (Parkhotel Valkenburg, una vittoria/Team Sunweb, tre vittorie)

Omloop van het Hageland
Grote Prijs Eco-Struct
Driedaagse Brugge-De Panne
1ª tappa Madrid Challenge by La Vuelta (Toledo > Escalona)
- 2021 (Team DSM, tredici vittorie)

Scheldeprijs
Prologo Festival Elsy Jacobs (Cessange > Cessange, cronometro)
Grote Prijs Eco-Struct
2ª tappa Thüringen Tour (Gera > Gera)
6ª tappa Thüringen Tour (Gotha > Gotha)
Dwars door de Westhoek
Diamond Tour
1ª tappa Belgium Tour (Blankenberge > Bruges)
5ª tappa Giro d'Italia (Milano > Carugate)
8ª tappa Giro d'Italia (San Vendemiano > Mortegliano)
4ª tappa The Women's Tour (Shoeburyness > Southend-on-Sea)
5ª tappa The Women's Tour (Colchester > Clacton-on-Sea)
WorldTour Ronde van Drenthe
- 2022 (Team DSM, ventitré vittorie)

Gooikse Pijl Oetingen
WorldTour Ronde van Drenthe
Nokere Koerse
Scheldeprijs
1ª tappa RideLondon Classique (Maldon > Maldon)
2ª tappa RideLondon Classique (Chelmsford > Epping)
3ª tappa RideLondon Classique (Londra > Londra)
Classifica generale RideLondon Classique
2ª tappa The Women's Tour (Harlow > Harlow)
3ª tappa The Women's Tour (Tewkesbury > Gloucester)
6ª tappa The Women's Tour (Chipping Norton > Oxford)
1ª tappa Baloise Tour (Zulte > Zulte)
2ª tappa Baloise Tour (Herzele > Herzele)
3ª tappa, 1ª semitappa Baloise Tour (Cadzand > Knokke-Heist)
4ª tappa Baloise Tour (Deinze > Deinze)
1ª tappa Tour de France (Parigi (Torre Eiffel) > Parigi (Champs-Élysées))
5ª tappa Tour de France (Bar-le-Duc > Saint-Dié-des-Vosges)
Campionati europei, prova in linea
1ª tappa Simac Tour (Lelystad > Lelystad)
2ª tappa Simac Tour (Ede > Ede)
Classifica generale Simac Tour
2ª tappa Tour de la Semois (Bertrix > Bertrix)
Binche Chimay Binche
- 2023 (Team SD Worx, dodici vittorie)

2ª tappa UAE Tour (Al Dhafra Castle > Al Mirfa)
Omloop van het Hageland
WorldTour Ronde van Drenthe
Scheldeprijs
1ª tappa Vuelta a Burgos femminile (Quintanaortuño > Medina de Pomar)
3ª tappa Vuelta a Burgos femminile (Caleruega > Aranda de Duero)
5ª tappa Thüringen Ladies Tour (Schmalkalden > Schmalkalden)
3ª tappa Giro d'Italia (Formigine > Modena)
3ª tappa Tour de France (Collonges-la-Rouge > Montignac-Lascaux)
1ª tappa Tour of Scandinavia (Mysen > Halden)
3ª tappa Tour of Scandinavia (Kongsberg > Larvik)
5ª tappa Simac Ladies Tour (Arnhem > Arnhem)
- 2024 (Team SD Worx, ventidue vittorie)

1ª tappa UAE Tour (Dubai Miracle Garden > Dubai Harbour)
2ª tappa UAE Tour (Al Mirfa Bab Al Nojuom > Madinat Zayed)
Gooikse Pijl Oetingen
Ronde van Drenthe
Gand-Wevelgem
Scheldeprijs
3ª tappa Vuelta a Burgos femminile (Roa de Duero > Melgar de Fernamental)
1ª tappa RideLondon Classique (Saffron Walden > Colchester)
2ª tappa RideLondon Classique (Maldon > Maldon)
3ª tappa RideLondon Classique (Londra > Londra)
Classifica generale RideLondon Classique
3ª tappa Tour of Britain Women (Warrington > Warrington)
Prologo Baloise Tour (Hulst > Hulst, cronometro)
1ª tappa Baloise Tour (Breskens > Knokke-Heist)
3ª tappa, 1ª semitappa Baloise Tour (Zwevegem > Zwevegem)
3ª tappa, 2ª semitappa Baloise Tour (Zwevegem > Zwevegem, cronometro)
4ª tappa Baloise Tour (Deinze > Deinze)
Classifica generale Baloise Tour
Campionati europei, prova in linea
Campionati del mondo, Scratch
2ª tappa Simac Ladies Tour (Coevorden > Assen)
3ª tappa Simac Ladies Tour (Zeewolde > Zeewolde)
5ª tappa Simac Ladies Tour (Doetinchem > Doetinchem)
- 2025 (Team SD Worx, otto vittorie)

1ª tappa UAE Tour (Dubai Police Officer's Club > Dubai Harbour)
4ª tappa UAE Tour (Abu Dhabi Fatima Bint Mubarak Ladies Academy > Abu Dhabi Breakwater)
Milano-Sanremo
Copenhagen Sprint
3ª tappa Giro d'Italia (Vezza d'Oglio > Trento)
5ª tappa Giro d'Italia (Mirano > Monselice)
3ª tappa Tour de France (La Gacilly > Angers)
4ª tappa Tour de France (Saumur > Poitiers)

#### Altri successi
- 2017 (Juniores)

Classifica a punti EPZ Omloop van Borsele
- 2018 (Parkhotel Valkenburg)

Classifica a punti BeNe Tour
- 2019 (Parkhotel Valkenburg)

Omloop der Kempen Ladies
Classifica giovani Healthy Ageing Tour
Classifica a punti Tour of Chongming Island
Classifica giovani Tour of Chongming Island
Classifica a punti BeNe Tour
Classifica giovani Tour of Norway
Classifica a punti Boels Tour
Classifica giovani Boels Tour
Classifica individuale Calendario internazionale UCI
- 2020 (Team Sunweb)

Classifica giovani Madrid Challenge by La Vuelta
- 2021 (Team DSM)

Classifica giovani Belgium Tour
Classifica a punti The Women's Tour
- 2022 (Team DSM)

Classifica a punti RideLondon Classique
Classifica a punti The Women's Tour
Classifica a punti Baloise Tour
Classifica a punti Simac Tour
- 2023 (Team SD Worx)

Classifica a punti Vuelta a Burgos femminile
1ª tappa Thüringen Ladies Tour (Schleiz > Schleiz, cronosquadre)
Ronde Van Leek
Classifica a punti Simac Ladies Tour
- 2024 (Team SD Worx)

Classifica a punti UAE Tour femminile
Classifica a punti RideLondon Classique
Classifica a punti Baloise Tour
Classifica a punti Simac Ladies Tour
- 2025 (Team SD Worx)

Classifica a punti UAE Tour femminile
Classifica a punti Giro d'Italia
Classifica a punti Tour de France

### Pista
- 2019

Campionati olandesi, Scratch
- 2022

D6 Cycling Night, Corsa a eliminazione
Campionati olandesi, Omnium
Campionati olandesi, Scratch
Campionati olandesi, Americana (con Marit Raaijmakers)
Campionati olandesi, Corsa a eliminazione
- 2023

Campionati olandesi, Scratch
Campionati olandesi, Americana (con Marit Raaijmakers)
Campionati olandesi, Corsa a eliminazione
- 2024

Campionati del mondo, Scratch
Campionati olandesi, Omnium
Campionati olandesi, Scratch
Campionati olandesi, Americana (con Marit Raaijmakers)
Campionati olandesi, Corsa a punti
- 2025

Campionati europei, Omnium

### Gravel
- 2023

Campionati europei
- 2024

NK Gravel + Merida NL Gravel Series - Meerveld

## Piazzamenti

### Grandi Giri
- Giro d'Italia

2021: 48ª
2023: ritirata (7ª tappa
- Tour de France

2022: ritirata (7ª tappa)
2023: ritirata (5ª tappa)
2024: 62ª

### Competizioni mondiali
- Campionati del mondo su strada

Bergen 2017 - In linea Junior: 22ª
Innsbruck 2018 - Cronosquadre: 12ª
Glasgow 2023 - In linea Elite: ritirata
- Campionati del mondo su strada

Ballerup 2024 - Scratch: vincitrice
- Campionati del mondo gravel

Veneto 2023 - Elite: 5ª
Belgio 2024 - Elite: 3ª
- UCI World Tour

2018: 61ª
2019: 3ª
2020: 11ª
2021: 23ª
2022: 4ª
- Giochi olimpici

Parigi 2024 - In linea: 11ª

### Competizioni europee
- Campionati europei su strada

Herning 2017 - In linea Juniores: vincitrice
Glasgow 2018 - In linea Elite: 9ª
Brno 2018 - In linea Under-23: ritirata
Akmaar 2019 - In linea Elite: 4ª
Plouay 2020 - In linea Elite: ritirata
Monaco di Baviera 2022 - In linea Elite: vincitrice
Drenthe 2023 - In linea Elite: 2ª
Limburgo 2024 - In linea Elite: vincitrice
- Campionati europei gravel

Belgio 2023 - Elite: 2ª
- Campionati europei su pista

Heusden-Zolder 2025 - Scratch: 2ª
Heusden-Zolder 2025 - Omnium: vincitrice
- Giochi europei

Minsk 2019 - In linea: vincitrice